# Gyttorp
Gyttorp est une localité suédoise située dans la commune de Nora et le comté d'Örebro.
Sa population était de 706 habitants en 2019.